# Deblín
Deblín település Csehországban, a Brno-vidéki járásban. Deblín Svatoslav, Katov, Velká Bíteš, Kuřimská Nová Ves, Dolní Loučky, Kuřimské Jestřabí, Úsuší, Tišnov, Braníškov és Lažánky településekkel határos. Lakosainak száma 1133 fő (2024. január 1.).

## Népesség
A település lakosságának változását az alábbi diagram mutatja:
| Lakosok száma | 1122 | 1115 | 1130 | 1040 | 1035 | 935  | 1043 | 1050 | 1087 | 1133 |
|               | 1869 | 1890 | 1921 | 1950 | 1980 | 2001 | 2017 | 2019 | 2022 | 2024 |